# Peter Brückmer
Peter Brückmer (* 28. Oktober 1882 in Frankenthal (Pfalz); † 10. August 1956 in Frankfurt am Main) war ein deutscher Gewerkschafter.

## Leben
Peter Brückmer wurde 1882 als Sohn eines Schuhmachers geboren. Er besuchte von 1889 bis 1896 die Volksschule in Frankenthal und lernte von 1886 bis 1899 das Schuhmacherhandwerk. Am Ende seiner Ausbildung schloss er sich dem Verein deutscher Schuhmacher an, wo er sich als ehrenamtlicher Kassierer in der Zahlstelle Frankenthal engagierte. Er war außerdem Delegierter beim örtlichen Gewerkschaftskartell.
1902 wechselte er seinen Beruf und arbeitete als Krankenpfleger. Er arbeitete bis 1904 in der Kreiskranken- und Pflegeanstalt Frankenthal. Unter anderem war er dort Sektionsgehilfe bei der Pflege sogenannter Geisteskranker. Von 1904 bis 1906 leistete er seinen Militärdienst. Nach einem weiteren Jahr in der Pflegeanstalt nahm er eine Stelle als Metallarbeiter an und wurde ab 1907 Mitglied im Metallarbeiter-Verband. Er arbeitete außerdem als Privatpfleger. Ab dem 1. April 1909 war er auf der Rettungswache des Frankfurter Samariter-Vereins aktiv und wurde nach Übernahme durch die Stadt Frankfurt Krankentransporteur. 1909 trat er dem Verband der Gemeinde- und Staatsarbeiter (VGS) bei. Im Ersten Weltkrieg diente er im Feldlazarett.
Nach dem Krieg kehrte er in seine alte Stellung zurück. Er wurde in den Frankfurter Arbeiter- und Soldatenrat gewählt. Von 1920 an gehörte er dem Betriebsrat des Städtischen Krankenhauses Frankfurt an, zu dessen Vorsitzendem er 1922 ernannt wurde. Er war auch Mitglied des Gesamtbetriebsrats der Stadtverwaltung Frankfurt. Im Juni 1929 schied er auf eigenen Wunsch aus dem städtischen Dienst aus, da er von nun an hauptamtlich als Gewerkschaftssekretär des VGS arbeitete. Dort übernahm er die Leitung der Sektion Gesundheitswesen im Bezirk Brandenburg mit Sitz in Berlin.
Am 2. Mai 1933 wurde er von den Nationalsozialisten verhaftet und fünf Tage lang inhaftiert. Der VGS wurde, wie alle Gewerkschaften, zerschlagen. Während der Zeit des Nationalsozialismus arbeitete Brückmer wieder als Schuhmacher und betrieb einen Schuhladen in Flörsheim.
Seine gewerkschaftlichen Aktivitäten setzte er nach dem Zweiten Weltkrieg fort. Er gehörte dem Gründungsausschuss der Frankfurter Gewerkschaften an und wurde ab dem 1. Oktober 1945 hauptamtlicher Vorsitzender der Gewerkschaft öffentlicher Verwaltungen und Betriebe im Freien Gewerkschaftsbund Hessen. Er gehörte außerdem dem Vorstand des hessischen FDGB an. Er engagierte sich sowohl in der Tarifpolitik sowie im Gesundheitswesen. Seine Gewerkschaft umfasste zu Beginn des Jahres 1948 insgesamt 65.980 Mitglieder. In der Frage des bizonalen Zusammenschlusses plädierte er für eine Zusammenarbeit mit der sowjetischen Zone, zu der es jedoch nicht kam.
Im Oktober 1948 trat Brückmer von seinem Posten als Vorsitzender zurück und machte so Platz für Karl Meißner. Er behielt jedoch den 2. Vorsitz. 1950 trat er als Gewerkschaftsfunktionär zurück und war anschließend ehrenamtlicher Vorsitzender der Kreisverwaltung Frankfurt der ÖTV.

## Auszeichnungen
- Ehrenplakette der Stadt Frankfurt (1952)[2]
- Bundesverdienstkreuz am Bande (1953)